# 岡下信子
岡下 信子（おかした のぶこ、1939年6月28日 - ）は、日本の政治家。衆議院議員（通算2期）を務めた。

## 来歴・人物
香川県観音寺市出身。香川県立観音寺第一高等学校、学習院女子短期大学文科英語専攻卒業。
1962年（昭和37年）に大蔵省職員の岡下昌浩と結婚。1989年（平成元年）に夫が大蔵省を退職し、政治活動を始めると、秘書として夫を支える。昌浩は、1990年（平成2年）の総選挙には無所属で、1993年（平成5年）および1996年（平成8年）の総選挙には自由民主党から出馬するがいずれも落選。その後、1998年（平成10年）に昌浩が急逝する。
2000年（平成12年）の総選挙に、岡下は夫の地盤を引き継ぎ、大阪17区から自民党公認で出馬し初当選。2003年（平成15年）の総選挙では落選したが、2005年（平成17年）の総選挙では西村眞悟との激戦を制し、議員に返り咲いた。津島派所属。安倍内閣では内閣府大臣政務官を務めた。
2009年（平成21年）8月30日の第45回衆議院議員総選挙に自民党から出馬。公明党の推薦も受けたが、改革クラブの西村と保守票が分裂したこともあって民主党の辻恵に敗れ、比例復活もならず落選した。
2010年（平成22年）4月、再び自民党大阪17区支部長に選任され、次期総選挙に自民党公認候補として立候補することが内定した。
2012年（平成24年）12月16日の第46回衆議院議員総選挙に大阪17区に自民党から出馬するも、日本維新の会の馬場伸幸に敗れ落選した。
2014年（平成26年）12月14日の第47回衆議院議員総選挙には出馬せず引退。地盤を息子の岡下昌平に譲った。昌平は馬場に敗れたものの比例近畿ブロックで復活当選。

## 所属していた団体・議員連盟
- 北京オリンピックを支援する議員の会